# 威爾明頓鎮區 (北卡羅萊納州新漢諾威縣)
威爾明頓鎮區（英語：Wilmington Township）是位於美國北卡羅萊納州新漢諾威縣的一個鎮區，與威爾明頓完全同域。

## 地方資料
威爾明頓鎮區的面積為137.19平方千米，當中陸地面積為133.14平方千米，而水域面積為4.05平方千米。根據2020年美國人口普查的數據，當地共有人口115451人，而人口密度為每平方千米841.54人。